# Malý Stožec
Malý Stožec (deutsch Kleiner Schöber, 659 m über Meer) ist ein markanter felsiger Bergrücken im Lausitzer Gebirge (Lužické hory) in Nordböhmen (Tschechien). Von Süden erkennt man ein liegendes Gesicht in der Silhouette des Berges, daraus leitet sich auch die Bezeichnung Gesichtsberg ab.

## Lage und Umgebung
Der Malý Stožec befindet sich 2,2 km südwestlich des Berges Jedlová (Tannenberg) und ungefähr 8 km südwestlich von Varnsdorf (Warnsdorf).  Direkt am Fuß des Berges befindet sich die Chřibská přehrada (Kreibitzer Talsperre). An der Süd- und Westflanke verläuft die Trasse der Bahnstrecke Bakov nad Jizerou–Ebersbach.

## Geologie
Der Berg ist aus Phonolith (Klingstein) aufgebaut, welcher hier sogar in Säulenform auftritt. Das ist für Phonolit vergleichsweise selten. An der Südostseite verläuft der Aufstieg zum Gipfel durch ein Geröllfeld, an dem das Gestein sogar als Felsüberhang auftritt.
An der Südwestseite befindet sich die Höhle Komora Fridolina Raucha (Rauchfriedels Kammer), eine tektonische Klufthöhle, welche durch einen Felssturz entstanden ist. Hier soll sich Mitte des 18. Jahrhunderts der zum Tode verurteilte Räuber Fridolin Rauch versteckt haben.

## Aussicht
Das Gipfelplateau des Kleinen Schöber bietet eine umfassende Aussicht auf die Berge des Lausitzer Gebirges, insbesondere zum nahen Jedlová (Tannenberg) und zum Studenec (Kaltenberg). In südöstlicher Richtung ist der Ještěd (Jeschken) erkennbar. In Gegenrichtung reicht der Blick zu den Bergen des Elbsandsteingebirges mit dem Růžovský vrch (Rosenberg), dem Děčínský Sněžník (Hoher Schneeberg), den Zschirnsteinen und dem Winterbergmassiv. In nordwestlicher Richtung liegen die Berge und Hügel des Šluknovská pahorkatina (Lausitzer Bergland).

## Wege zum Gipfel
- Über die Schulter des Berges verläuft eine gelb markierte Wanderroute, von dieser führt eine markierte Abzweigung zum Gipfel.
- Günstige Ausgangspunkte für eine Wanderung zum Malý Stožec sind die Bahnhöfe Jedlová (Fußweg ca. 3,7 Kilometer) und Chřibská (Fußweg ca. 3,5 Kilometer) an der Bahnstrecke Děčín – Rumburk. Weitere Ausgangspunkte sind zudem Jiřetín pod Jedlovou (Sankt Georgenthal, Fußweg ca. 4,5 Kilometer) und Horni Chřibská (Oberkreibitz, Fußweg ca. 3,0 Kilometer).

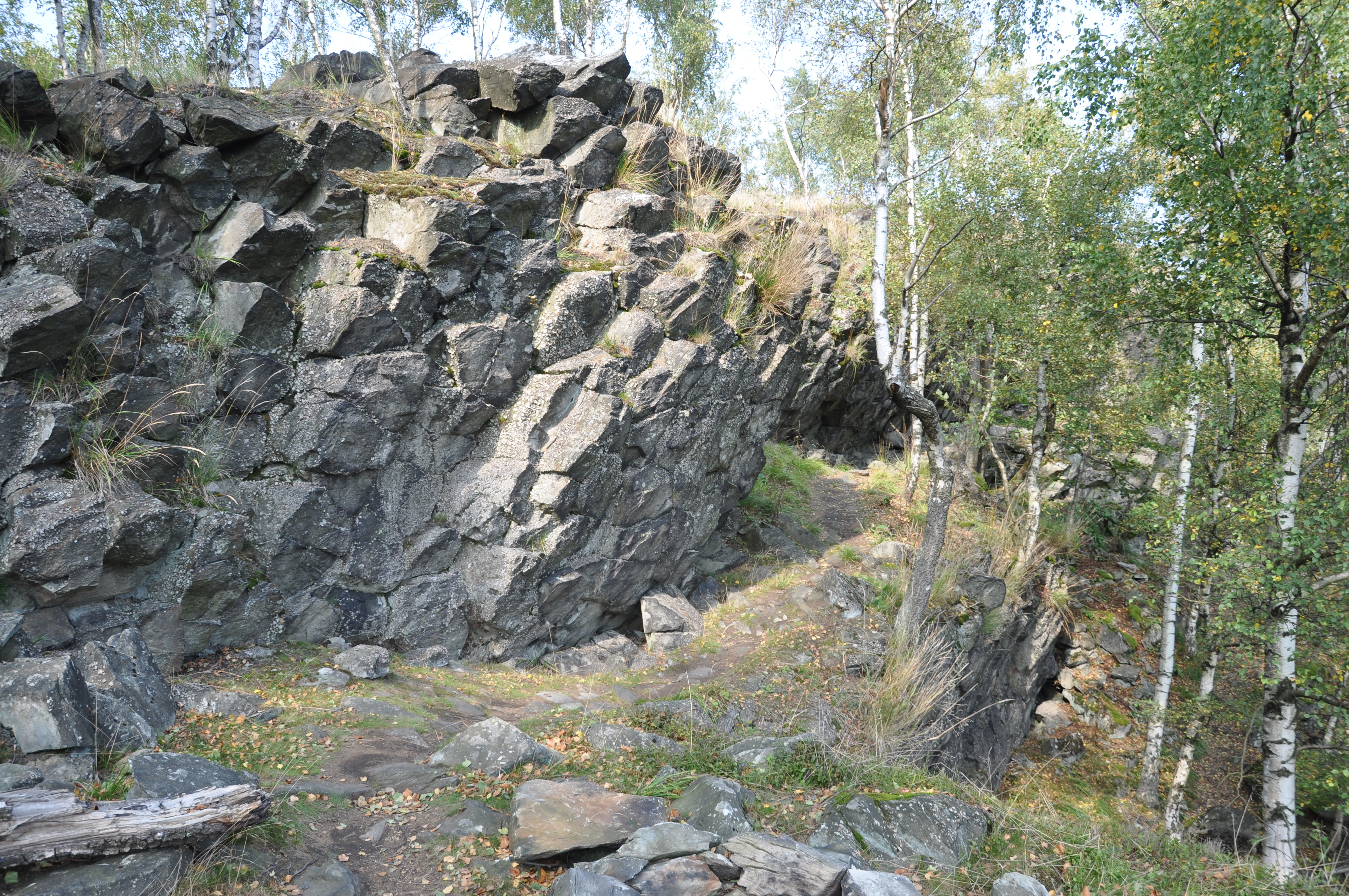
Phonolithfelsen in der Südseite. Der Aufstiegsweg windet sich durch die Felsstufen.
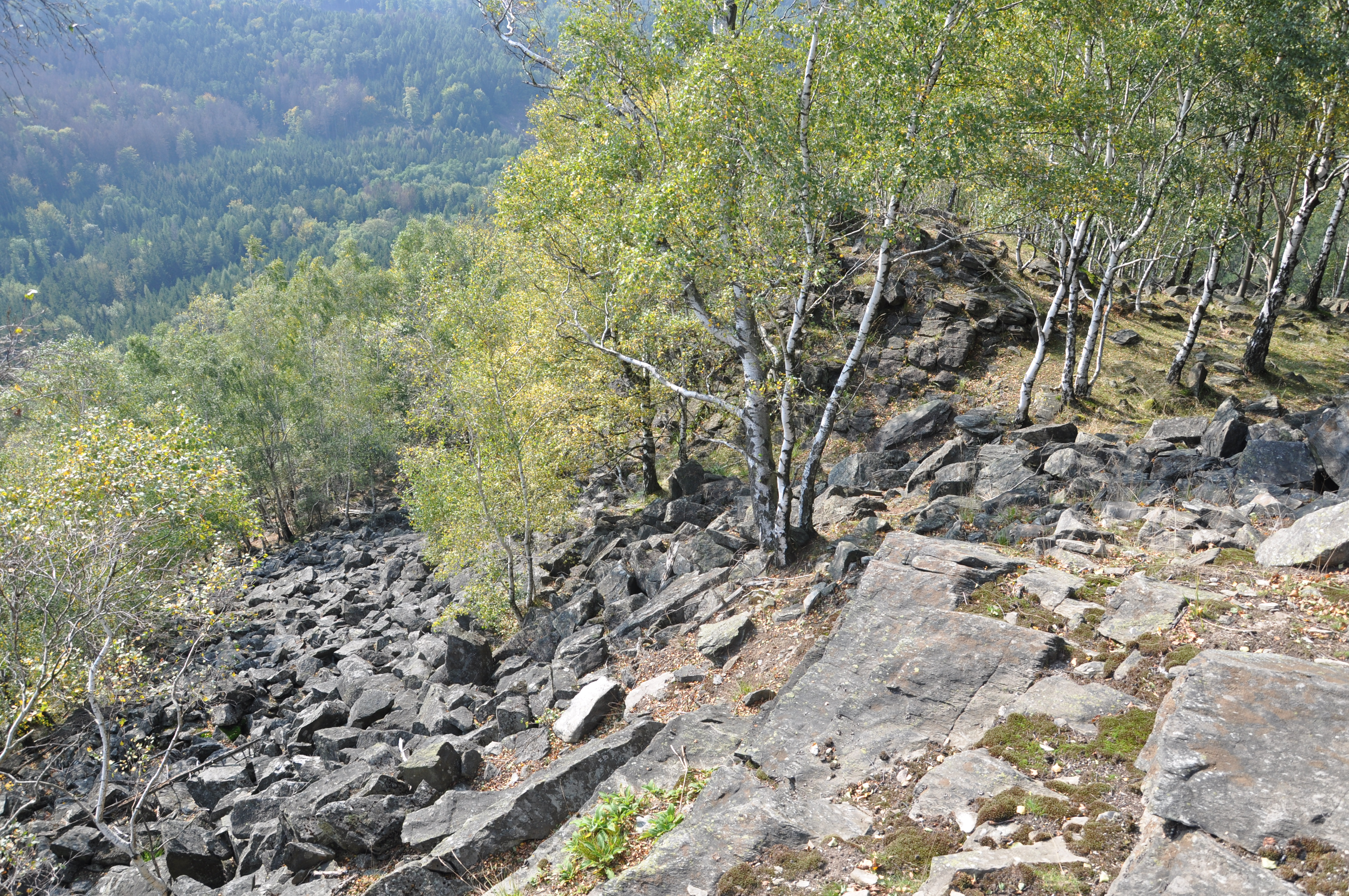
An der Westseite des Berges liegt ein großes Blockfeld, das bis zum Bergfuß reicht.
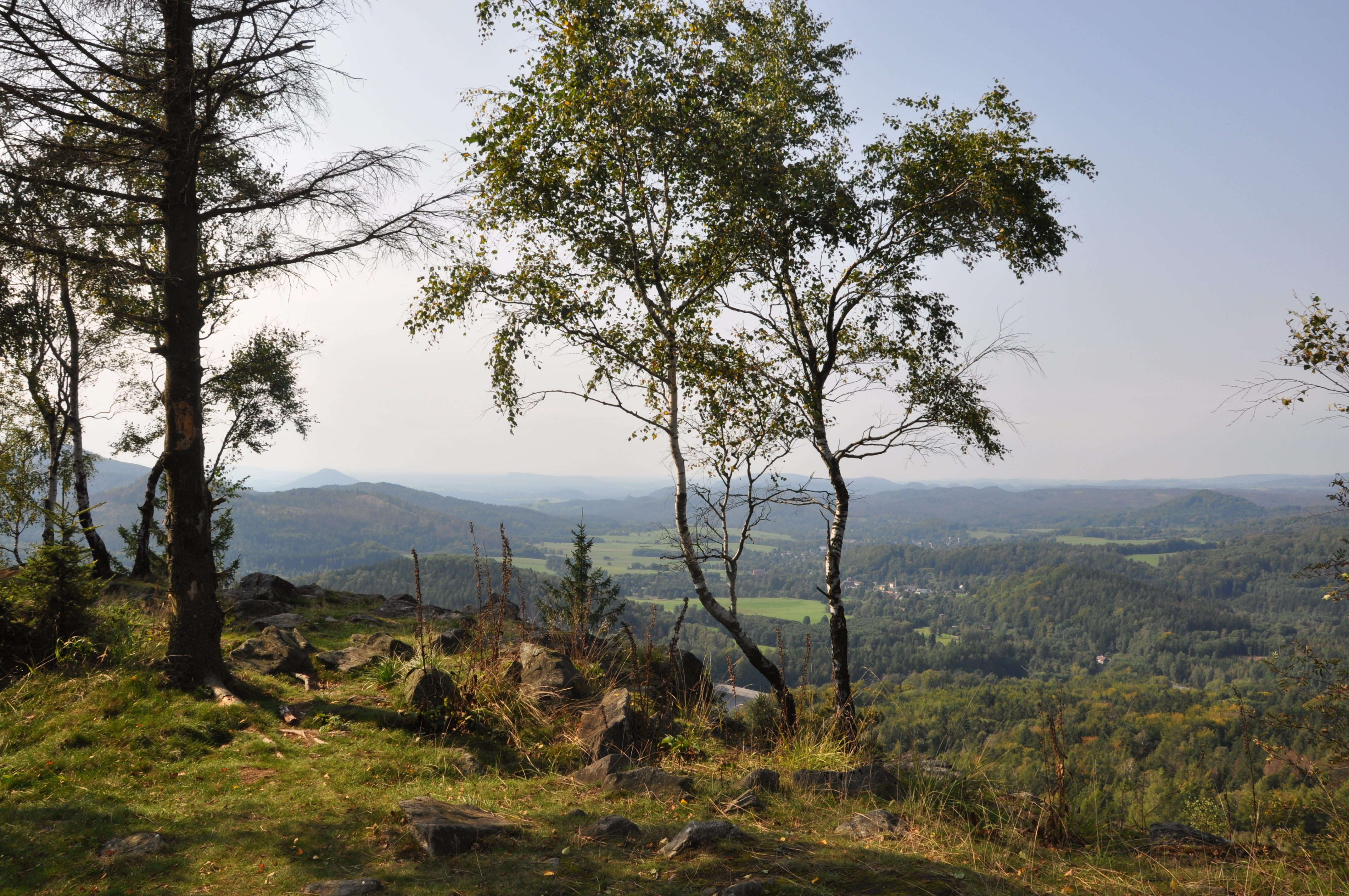
Die Aussicht vom Gipfel reicht im Westen über die Sächsisch-Böhmische Schweiz bis hin zum Osterzgebirge.